# 抵抗3
《抵抗3》是一款由Insomniac Games开发，索尼电脑娱乐发行的PlayStation 3平台独占的第一人称射击游戏。本作是抵抗系列第四部游戏作品，也是主系列三部曲的最后一部。《抵抗3》是抵抗系列中首款支持立体3D图像和PlayStation Move的作品。《抵抗3》的游戏风格由《抵抗：灭绝人类》和《抵抗2》的军事科幻转变成末日恐怖类。
2014年3月28日，索尼关闭了《抵抗：灭绝人类》、《抵抗2》、《抵抗3》的线上服务。

## 评价
本作在汇总媒体GameRankings和Metacritic上获得“一般好评”的评价。